# Битва при Новаре (1500)
Битва при Новаре — длилась с 8 по 10 апреля 1500 года между войсками французского короля Людовика XII и миланского герцога Лодовико Сфорца, окончилась победой французов и пленением герцога.

## Предыстория
В 1495 году правитель Милана Лодовико Сфорца получил от императора Священной Римской империи Максимилиана I Габсбурга герцогскую инвеституру, при этом Милан имел статус имперского лена. Однако в 1498 году королём Франции стал Людовик XII, на основе династических связей решивший захватить Милан (как внук Валентины Висконти, род которой правил до 1447 года). В апреле 1499 года был заключён наступательный союз с Венецианской республикой против Милана, сторону Франции также приняли Савойя, Монферрат, Салуццо и папа римский Александр VI. Также был обеспечен нейтралитет Англии, Испании и швейцарских кантонов. Лодовико Сфорца решил защитить свои владения в альянсе с Максимилианом I, занятого Швейцарской войной, также пытаясь включить Милан в Швабский союз (неудачно).
В августе 1499 года французская армия перешла через Альпы и захватила Алессандрию, параллельно с востока против герцогства выдвинулись венецианцы. Режим Сфорца не пользовался поддержкой населения Ломабрдии из-за жёсткого налогового гнета последних лет. 17 сентября капитулировал Милан, вскоре после этого и Генуя. Сам герцог ещё в начале месяца покинул столицу со своей казной, и через Вельтлин 5 октября прибыл в Инсбрук ко двору Максимилиана I, назначившего на 25 февраля 1500 года рейхстаг в Аугсбурге. Не получив должной поддержки и несмотря на просьбы Максимилиана, Лодовико решил самостоятельно вернуть власть. Повод ему дали сами французы, увеличившие налоги с миланцев.
Сначала он рекрутировал 5 тыс. швейцарских наёмников, после чего император предоставил ему около 7 тыс. ландскнехтов и несколько орудий, пообещав также прислать отряд бургундских гвардейцев. В своем письме Максимилиан надеялся вместе с имперским войском последовать за ним в Италию. В конце января 1500 года войско герцога вошло в Ломбардию, где к нему присоединилось 3 тыс. местных солдат. 5 февраля Сфорца вошёл в Милан под ликование горожан, в то время как Максимилиану не удалось как-либо изменить ситуацию в войне. В марте 1500 года миланцам удалось захватить Виджевано и Новару, после чего в регион направился сам Людовик XII, доведя присутствие французов в Ломбардии до 20 тыс. человек. Попытки Сфорца через швейцарскую конфедерацию заключить мирный договор провалились.

## Сражение
24 марта 1500 года Луи де ла Тремуйль присоединился к основной французской армии в Мортара с отрядом в 6000 человек, при поддержке многочисленной и мощной артиллерии. За ним следовали 10 000 швейцарцев, нанятых байи Дижона. 5 апреля французские силы были объединены, после чего направились к Новаре. В самом городе находилась армия Сфорца, пытавшийся пробиться к своей столице.
Обе армии имели существенное количество швейцарских наёмников, хотя кантоны при заключении договоров требовали не использовать швейцарцев против друг друга. 8 апреля швейцарцы Сфорцы отказались выступить против ла Тремуйля, из-за чего превосходившая противника герцогская армия была вынуждена отступить. Через несколько дней Новара была осаждена французами, а Тремуйль решил перекрыть дорогу на Милан, заняв позицию между Новарой и Тичино.
Ночью 9 апреля миланские швейцарцы взбунтовались и заключили капитуляцию с французами, к ним присоединились и немецкие ландскнехты. На следующий день французы дозволили этим солдатам беспрепятственно вернуться на родину со своим имуществом, при условии сложения оружия. Это не коснулось отрядов ломбардов и страдиотов, которые были вырезаны при попытке пробраться к Тичино.

## Последствия
Среди уходивших наёмников был обнаружен и сам Лодовико Сфорца, которого отправили в замок Лош, где он содержался в клетке шириной в шесть футов и восемь футов длиной. Герцог умер через восемь лет в статусе арестованного за преступления против Французского государства, несмотря на просьбы императора Максимилиана о его освобождении.
Миланское герцогство эдиктом Людовика XII было включено в состав Франции, за исключением графства Беллинцона, переданного швейцарским кантонам Ури, Швицу и Унтервальдену. Помимо аннексии имперского владения, Максимилиан лишился крупнейшего спонсора: с 1493 по 1500 год Сфорца передал ему 1 млн гульденов — сумму, намного превышавшую все поступления из империи за двадцать лет.